# Trapani Calcio 1994-1995
Questa pagina raccoglie i dati riguardanti il Trapani Calcio nelle competizioni ufficiali della stagione 1994-1995.

## Stagione
Nella stagione 1994-1995 l'Associazione Sportiva Trapani disputò il campionato di Serie C1, raggiungendo il 4º posto e gli spareggi per la promozione in B venendo eliminata dal Gualdo nella semifinale

## Divise e sponsor
I colori sociali dell'Associazione Sportiva Trapani sono il granata ed il bianco.
| Casa | Trasferta |

## Rosa[1]
| N. |                   | Ruolo | Calciatore           |
| -- | ----------------- | ----- | -------------------- |
|    | Italia (bandiera) | P     | Giovanni Guaiana     |
|    | Italia (bandiera) | P     | Simone Massaro       |
|    | Italia (bandiera) | D     | Castrenze Campanella |
|    | Italia (bandiera) | D     | Mattia Esposito      |
|    | Italia (bandiera) | D     | Vito Incrivaglia     |
|    | Italia (bandiera) | D     | Filippo Cavataio     |
|    | Italia (bandiera) | D     | Andrea Ciaramella    |
|    | Italia (bandiera) | D     | Marco Materazzi      |
|    | Italia (bandiera) | D     | Francesco Galeoto    |
|    | Italia (bandiera) | C     | Carmelo Formisano    |

| N. |                   | Ruolo | Calciatore           |
| -- | ----------------- | ----- | -------------------- |
|    | Italia (bandiera) | C     | Ulisse Di Pietro     |
|    | Italia (bandiera) | C     | Salvatore Tedesco    |
|    | Italia (bandiera) | C     | Giuseppe Castiglione |
|    | Italia (bandiera) | C     | Pasquale Di Serafino |
|    | Italia (bandiera) | C     | Vincenzo Italiano    |
|    | Italia (bandiera) | A     | Gaetano Capizzi      |
|    | Italia (bandiera) | A     | Antonino Barraco     |
|    | Italia (bandiera) | A     | Rosario Cervillera   |
|    | Italia (bandiera) | A     | Gaspare Sansica      |

## Risultati

### Campionato

#### Girone di andata
| Erice 28 agosto 1994 1ª giornata                   | Trapani   | 2 – 0 | Sora | Stadio Polisportivo Provinciale |
| \| \| \| \| \| Capizzi 18’, 71’ \| Marcatori \| \| |           |       |      |                                 |
|                                                    |           |       |      |                                 |
| Capizzi 18’, 71’                                   | Marcatori |       |      |                                 |

| Casarano 4 settembre 1994 2ª giornata                                               | Casarano  | 3 – 1              | Trapani | Stadio Giuseppe Capozza |
| \| \| \| \| \| Lanotte 28’ Francioso 50’, 90’ \| Marcatori \| 75’ (rig.) Barraco \| |           |                    |         |                         |
|                                                                                     |           |                    |         |                         |
| Lanotte 28’ Francioso 50’, 90’                                                      | Marcatori | 75’ (rig.) Barraco |         |                         |

| Erice 11 settembre 1994 3ª giornata                                                     | Trapani   | 2 – 2                    | Siracusa | Stadio Polisportivo Provinciale |
| \| \| \| \| \| Formisano 9’ Castiglione 60’ \| Marcatori \| 17’ La Torre 27’ Limetti \| |           |                          |          |                                 |
|                                                                                         |           |                          |          |                                 |
| Formisano 9’ Castiglione 60’                                                            | Marcatori | 17’ La Torre 27’ Limetti |          |                                 |

| Gualdo Tadino 18 settembre 1994 4ª giornata        | Gualdo    | 2 – 0 | Trapani | Stadio Carlo Angelo Luzi |
| \| \| \| \| \| Melotti 18’, 38’ \| Marcatori \| \| |           |       |         |                          |
|                                                    |           |       |         |                          |
| Melotti 18’, 38’                                   | Marcatori |       |         |                          |

| Erice 25 settembre 1994 5ª giornata           | Trapani   | 1 – 0 | Siena | Stadio Polisportivo Provinciale |
| \| \| \| \| \| Capizzi 26’ \| Marcatori \| \| |           |       |       |                                 |
|                                               |           |       |       |                                 |
| Capizzi 26’                                   | Marcatori |       |       |                                 |

| Reggio Calabria 2 ottobre 1994 6ª giornata | Reggina | 0 – 0 | Trapani | Stadio Oreste Granillo |

| Erice 9 ottobre 1994 7ª giornata                                                                    | Trapani   | 3 – 2                        | Turris | Stadio Polisportivo Provinciale |
| \| \| \| \| \| Barraco 28’ (rig.) Esposito 67’, 73’ \| Marcatori \| 42’ (rig.), 55’ (rig.) Amore \| |           |                              |        |                                 |
| |           |                              |        |                                 |
| Barraco 28’ (rig.) Esposito 67’, 73’                                                                | Marcatori | 42’ (rig.), 55’ (rig.) Amore |        |                                 |

| Ischia 16 ottobre 1994 8ª giornata | Ischia | 0 – 0 | Trapani | Stadio comunale Vincenzo Mazzella |

| Catania 23 ottobre 1994 9ª giornata           | Atletico Catania | 0 – 1       | Trapani | Stadio Cibali |
| \| \| \| \| \| \| Marcatori \| 85’ Galeoto \| |                  |             |         |               |
|                                               |                  |             |         |               |
|                                               | Marcatori        | 85’ Galeoto |         |               |

| Erice 6 novembre 1994 10ª giornata                   | Trapani   | 1 – 0 | Pontedera | Stadio Polisportivo Provinciale |
| \| \| \| \| \| Barraco 37’ (rig.) \| Marcatori \| \| |           |       |           |                                 |
|                                                      |           |       |           |                                 |
| Barraco 37’ (rig.)                                   | Marcatori |       |           |                                 |

| Nola 13 novembre 1994 11ª giornata                                                                    | Nola      | 4 – 1          | Trapani | Stadio Comunale Piazza d'Armi |
| \| \| \| \| \| Antonaccio 24’ Camporese 29’ Lupo 45’ Di Criscio 79’ \| Marcatori \| 43’ Ciaramella \| |           |                |         |                               |
| |           |                |         |                               |
| Antonaccio 24’ Camporese 29’ Lupo 45’ Di Criscio 79’                                                  | Marcatori | 43’ Ciaramella |         |                               |

| Erice 20 novembre 1994 12ª giornata                                                   | Trapani   | 1 – 3                                 | Chieti | Stadio Polisportivo Provinciale |
| \| \| \| \| \| Di Pietro 28’ \| Marcatori \| 36’ D'Angelo 35' 61’, 71’ Capocchiano \| |           |                                       |        |                                 |
|                                                                                       |           |                                       |        |                                 |
| Di Pietro 28’                                                                         | Marcatori | 36’ D'Angelo 35' 61’, 71’ Capocchiano |        |                                 |

| Roma 27 novembre 1994 13ª giornata | Lodigiani | 0 – 0 | Trapani | Stadio Flaminio |

| Erice 4 dicembre 1994 14ª giornata | Trapani | 0 – 0 | Juve Stabia | Stadio Polisportivo Provinciale |

| Empoli 11 dicembre 1994 15ª giornata | Empoli | 0 – 0 | Trapani | Stadio Carlo Castellani |

| Erice 18 dicembre 1994 16ª giornata                                   | Trapani   | 3 – 1         | Barletta | Stadio Polisportivo Provinciale |
| \| \| \| \| \| Capizzi 14’, 28’, 71’ \| Marcatori \| 49’ Carruezzo \| |           |               |          |                                 |
|                                                                       |           |               |          |                                 |
| Capizzi 14’, 28’, 71’                                                 | Marcatori | 49’ Carruezzo |          |                                 |

| Avellino 30 dicembre 1994 17ª giornata                                         | Avellino  | 2 – 1           | Trapani | Stadio Partenio |
| \| \| \| \| \| Carannante 14’ Provitali 76’ \| Marcatori \| 30’ Castiglione \| |           |                 |         |                 |
|                                                                                |           |                 |         |                 |
| Carannante 14’ Provitali 76’                                                   | Marcatori | 30’ Castiglione |         |                 |

#### Girone di ritorno
| Sora 15 gennaio 1995 18ª giornata              | Sora      | 1 – 0 | Trapani | Stadio Claudio Tomei |
| \| \| \| \| \| Coraggio 50’ \| Marcatori \| \| |           |       |         |                      |
|                                                |           |       |         |                      |
| Coraggio 50’                                   | Marcatori |       |         |                      |

| Erice 22 gennaio 1995 19ª giornata                                | Trapani   | 1 – 1        | Casarano | Stadio Polisportivo Provinciale |
| \| \| \| \| \| Barraco 61’ (rig.) \| Marcatori \| 70’ Liperoti \| |           |              |          |                                 |
|                                                                   |           |              |          |                                 |
| Barraco 61’ (rig.)                                                | Marcatori | 70’ Liperoti |          |                                 |

| Siracusa 29 gennaio 1995 20ª giornata            | Siracusa  | 0 – 1          | Trapani | Stadio Nicola De Simone |
| \| \| \| \| \| \| Marcatori \| 61’ Campanella \| |           |                |         |                         |
|                                                  |           |                |         |                         |
|                                                  | Marcatori | 61’ Campanella |         |                         |

| Erice 19 febbraio 1995 21ª giornata                                              | Trapani   | 1 – 2                       | Gualdo | Stadio Polisportivo Provinciale |
| \| \| \| \| \| Barraco 50’ (rig.) \| Marcatori \| 27’ Tomassini 35’ Di Napoli \| |           |                             |        |                                 |
|                                                                                  |           |                             |        |                                 |
| Barraco 50’ (rig.)                                                               | Marcatori | 27’ Tomassini 35’ Di Napoli |        |                                 |

| Siena 26 febbraio 1995 22ª giornata                                                 | Siena     | 3 – 0 | Trapani | Stadio Artemio Franchi |
| \| \| \| \| \| Lapini 35’ Putelli 54’ (rig.) Campioli 74’ (rig.) \| Marcatori \| \| |           |       |         |                        |
|                                                                                     |           |       |         |                        |
| Lapini 35’ Putelli 54’ (rig.) Campioli 74’ (rig.)                                   | Marcatori |       |         |                        |

| Erice 5 marzo 1995 23ª giornata                       | Trapani   | 0 – 1               | Reggina | Stadio Polisportivo Provinciale |
| \| \| \| \| \| \| Marcatori \| 18’ (aut.) Cavataio \| |           |                     |         |                                 |
|                                                       |           |                     |         |                                 |
|                                                       | Marcatori | 18’ (aut.) Cavataio |         |                                 |

| Torre del Greco 12 marzo 1995 24ª giornata                                       | Turris    | 2 – 1         | Trapani | Stadio Amerigo Liguori |
| \| \| \| \| \| Esposito 15’ (aut.) Lauretti 22’ \| Marcatori \| 86’ Di Pietro \| |           |               |         |                        |
|                                                                                  |           |               |         |                        |
| Esposito 15’ (aut.) Lauretti 22’                                                 | Marcatori | 86’ Di Pietro |         |                        |

| Erice 19 marzo 1995 25ª giornata                                | Trapani   | 2 – 0 | Ischia | Stadio Polisportivo Provinciale |
| \| \| \| \| \| Capizzi 6’ Barraco 58’ (rig.) \| Marcatori \| \| |           |       |        |                                 |
|                                                                 |           |       |        |                                 |
| Capizzi 6’ Barraco 58’ (rig.)                                   | Marcatori |       |        |                                 |

| Erice 26 marzo 1995 26ª giornata                                                                 | Trapani   | 4 – 1                | Atletico Catania | Stadio Polisportivo Provinciale |
| \| \| \| \| \| Castiglione 9’, 39’ Galli 38’ Barraco 83’ \| Marcatori \| 89’ (rig.) Calvaresi \| |           |                      |                  |                                 |
|                                                                                                  |           |                      |                  |                                 |
| Castiglione 9’, 39’ Galli 38’ Barraco 83’                                                        | Marcatori | 89’ (rig.) Calvaresi |                  |                                 |

| Pontedera 2 aprile 1995 27ª giornata                  | Pontedera | 0 – 1               | Trapani | Stadio Ettore Mannucci |
| \| \| \| \| \| \| Marcatori \| 47’ (aut.) Rocchini \| |           |                     |         |                        |
|                                                       |           |                     |         |                        |
|                                                       | Marcatori | 47’ (aut.) Rocchini |         |                        |

| Erice 9 aprile 1995 28ª giornata                                        | Trapani   | 3 – 0 | Nola | Stadio Polisportivo Provinciale |
| \| \| \| \| \| Castiglione 29’ Barraco 39’ Galli 63’ \| Marcatori \| \| |           |       |      |                                 |
|                                                                         |           |       |      |                                 |
| Castiglione 29’ Barraco 39’ Galli 63’                                   | Marcatori |       |      |                                 |

| Chieti 23 aprile 1995 29ª giornata                         | Chieti    | 2 – 0 | Trapani | Stadio Guido Angelini |
| \| \| \| \| \| Romualdi 59’ Chirico 72’ \| Marcatori \| \| |           |       |         |                       |
|                                                            |           |       |         |                       |
| Romualdi 59’ Chirico 72’                                   | Marcatori |       |         |                       |

| Erice 30 aprile 1995 30ª giornata                               | Trapani   | 2 – 0 | Lodigiani | Stadio Polisportivo Provinciale |
| \| \| \| \| \| Materazzi 22’ Di Serafino 91’ \| Marcatori \| \| |           |       |           |                                 |
|                                                                 |           |       |           |                                 |
| Materazzi 22’ Di Serafino 91’                                   | Marcatori |       |           |                                 |

| Castellammare di Stabia 7 maggio 1995 31ª giornata                     | Juve Stabia | 1 – 2                   | Trapani | Stadio Romeo Menti |
| \| \| \| \| \| Micciola 87’ \| Marcatori \| 42’ Galeoto 73’ Barraco \| |             |                         |         |                    |
|                                                                        |             |                         |         |                    |
| Micciola 87’                                                           | Marcatori   | 42’ Galeoto 73’ Barraco |         |                    |

| Erice 14 maggio 1995 32ª giornata                            | Trapani   | 1 – 1        | Empoli | Stadio Polisportivo Provinciale |
| \| \| \| \| \| Materazzi 40’ \| Marcatori \| 49’ Montella \| |           |              |        |                                 |
|                                                              |           |              |        |                                 |
| Materazzi 40’                                                | Marcatori | 49’ Montella |        |                                 |

| Barletta 21 maggio 1995 33ª giornata                      | Barletta  | 1 – 1       | Trapani | Stadio Cosimo Puttilli |
| \| \| \| \| \| Calcagno 7’ \| Marcatori \| 67’ Barraco \| |           |             |         |                        |
|                                                           |           |             |         |                        |
| Calcagno 7’                                               | Marcatori | 67’ Barraco |         |                        |

| Erice 28 maggio 1995 34ª giornata                                                     | Trapani   | 2 – 2                  | Avellino | Stadio Polisportivo Provinciale |
| \| \| \| \| \| Barraco 49’ (rig.) 71’ Galli \| Marcatori \| 46’ Marasco 69’ Fresta \| |           |                        |          |                                 |
|                                                                                       |           |                        |          |                                 |
| Barraco 49’ (rig.) 71’ Galli                                                          | Marcatori | 46’ Marasco 69’ Fresta |          |                                 |

## Semifinali
| Arbitro: | Preschern (Mestre) |

|                    |           |  |
| Barraco 10’ (rig.) | Marcatori |  |

| Arbitro: | Branzoni (Pavia) |

|               |           |  |
| Tomassini 92’ | Marcatori |  |

## Statistiche

### Statistiche di squadra
|  |    | Serie C1 girone B 1994-95 | Pt | G  | V  | N  | P  | GF | GS |
|  | -- | ------------------------- | -- | -- | -- | -- | -- | -- | -- |
|  | 3. | Gualdo                    | 55 | 34 | 14 | 13 | 7  | 44 | 24 |
|  | 4. | Trapani                   | 49 | 34 | 13 | 10 | 11 | 39 | 37 |
|  | 5. | Siracusa                  | 47 | 34 | 11 | 14 | 9  | 35 | 34 |